# Feijó (Acre)
Feijó is een gemeente in de Braziliaanse deelstaat Acre. De gemeente telt 32.360 inwoners (schatting 2017).

## Aangrenzende gemeenten
De gemeente grenst aan Jordão, Manoel Urbano, Santa Rosa do Purus, Tarauacá, Envira (AM) en Pauini (AM).

### Landsgrens
En met als landsgrens aan het district Yurua in de provincie Atalaya en het district Purús in de provincie Purús in de regio Ucayali met het buurland Peru.